# Bogusława Gnela
Bogusława Helena Gnela (ur. 5 października 1953 w Wieliczce) – polska prawnik, profesor nauk prawnych, nauczyciel akademicki Uniwersytetu Ekonomicznego w Krakowie, specjalności naukowe: prawo cywilne, prawo handlowe, prawo prywatne międzynarodowe.

## Życiorys
W 1978 ukończyła studia prawnicze na Uniwersytecie Jagiellońskim. W 1983 na podstawie napisanej pod kierunkiem Andrzeja Mączyńskiego rozprawy pt. Przysposobienie w prawie prywatnym międzynarodowym otrzymała Wydziale Prawa i Administracji Uniwersytetu Jagiellońskiego stopień naukowy doktora nauk prawnych. Na tym samym wydziale na podstawie dorobku naukowego oraz rozprawy pt. Odpowiedzialność za produkt uzyskała w 1999 stopień doktora habilitowanego nauk prawnych w zakresie prawa, specjalność: prawo cywilne. W 2014 prezydent RP nadał jej tytuł naukowy profesora nauk prawnych.
W latach 1978–1981 była pracownikiem Instytutu Prawa Cywilnego Uniwersytetu Jagiellońskiego, od 1981 pracowała w Akademii Ekonomicznej w Krakowie.
Została profesorem zwyczajnym w Uniwersytecie Ekonomicznym w Krakowie (Kolegium Ekonomii Finansów i Prawa; Instytut Prawa), profesorem
Wyższej Szkole Przedsiębiorczości i Marketingu w Chrzanowie (Wydział Zarządzania; Katedra Prawa) oraz Wyższej Szkole Informatyki i Zarządzania w Rzeszowie (Wydział Administracyjno-Informatyczny; Katedra Prawa Administracyjnego).
Została dyrektorem Instytutu Prawa Uniwersytetu Ekonomicznego w Krakowie w Kolegium Ekonomii Finansów i Prawa oraz członkiem Komisji Prawniczej Polskiej Akademii Umiejętności w Wydziale II Historyczno-Filozoficznym.
Była członkiem Komisji Dyscyplinarnej dla Nauczycieli Akademickich przy Radzie Głównej Szkolnictwa Wyższego.
W 2004 została odznaczona Złotym Krzyżem Zasługi.